# Алид (вулкан)
Алид — вулкан в Эритрее в области Сэмиэн-Кэй-Бахри.
Алид — является стратовулканом. Наивысшая точка — 904 метра. Расположен к западу от побережья Красного моря.
Сложен преимущественно осадочными породами, на поверхности которых выделяются базальты и риолиты. Риолитовые лавовые поля в основном расположены на северо-западе и юго-востоке от вулкана. Вулканическая деятельность в районе вулкана началась в плейстоцене. На это указывает, выброшенная на поверхность, риолитовая пемза в тот период. Характер извержений был плинианского типа. Застывшая лава, которая находится вблизи вулкана застыла в современный период в результате вулканической деятельности, которая происходила на северо-западе от вулкана. Первоначально подножие вулкана находилось под водой. Характер местности показывает, что вблизи вулкана находилось множество маленьких кратеров и небольших вулканических конусов из которых шли потоки лавы.
В настоящий период вблизи вулкана довольно много фумарольных источников. Развивается активная термальная деятельность.